# 无纹尖额蚤
无纹尖额蚤（学名：Alona inreticulata）为盘肠蚤科尖额蚤属的动物。在中国大陆，分布于北京等地，多见于河沟内。